# José Luis Alcaine
José Luis Alcaine Escaño (Tangeri, 26 dicembre 1938) è un direttore della fotografia spagnolo, cinque volte vincitore del Premio Goya per la miglior fotografia.
Ha lavorato con molti importanti cineasti spagnoli, Pedro Almodóvar, Carlos Saura, Fernando Trueba, Juan José Bigas Luna e in modo particolare con Vicente Aranda.

## Biografia
Nato e cresciuto nella città marocchina di Tangeri, a ventiquattro anni si trasferisce a Madrid per frequentare l'Escuela Oficial de Cinematografia. Diplomatosi nel 1966, dopo aver lavorato ad alcuni cortometraggi esordisce l'anno seguente come direttore della fotografia di un lungometraggio con Javier y los invasores del espacio diretto da Guillermo Ziener. Comincia ad affermarsi nella seconda metà degli anni settanta, quando si fa notare per la fotografia dai violenti contrasti, fin quasi alla sovraesposizione, dell'horror Ma come si può uccidere un bambino? (1976) di Narciso Ibáñez Serrador, e affianca Néstor Almendros per il film Cambio di sesso (1977), che segna l'inizio del fortunato sodalizio professionale con il regista Vicente Aranda, per il quale cura la fotografia di una dozzina di film nel corso di due decenni, tra cui il mélo Amantes - Amanti (1991).
Tra la fine degli anni ottanta e i primi novanta la sua carriera è segnata dall'incontro con autori quali Pedro Almodóvar (Donne sull'orlo di una crisi di nervi del 1988 e Légami! del 1990), Fernando Trueba (La scimmia è impazzita del 1989 e Belle Époque del 1992, che gli valgono i suoi primi due Premi Goya), Carlos Saura (¡Ay, Carmela! del 1990, El sur e Sevillanas del 1992) e Bigas Luna (Prosciutto prosciutto del 1992, Uova d'oro del 1993 e La teta y la luna del 1994).
A distanza di oltre dieci anni dalla loro precedente collaborazione, Alcaine ritrova Almodóvar per altri due film, La mala educación (2004) e Volver - Tornare (2006), apportando nuovamente «il tocco di uno splendore barocco» e «cromatismi densi e potenti, ispirati al gusto figurativo del cinema di Douglas Sirk» che gli valgono una prima candidatura all'European Film Award per la miglior fotografia e poi la vittoria del medesimo premio.

## Riconoscimenti
- European Film Award per la miglior fotografia
  - 2004: candidato - La mala educación
  - 2006: vincitore - Volver

- Premio Goya per la miglior fotografia
  - 1987: candidato - La metà del cielo (La mitad del cielo)
  - 1989: candidato - Malaventura e Donne sull'orlo di una crisi di nervi (Mujeres al borde de un ataque de nervios)
  - 1990: vincitore - La scimmia è impazzita (El sueño del mono loco)
  - 1991: candidato - Légami! (¡Átame!) e ¡Ay, Carmela!
  - 1993: vincitore - Belle Époque
  - 1994: vincitore - El pájaro de la felicidad
  - 1995: candidato - La passione turca (La pasión turca)
  - 1997: candidato - Tranvía a la Malvarrosa
  - 1998: candidato - En brazos de la mujer madura
  - 2003: vincitore - El caballero Don Quijote
  - 2004: candidato - Al sur de Granada
  - 2005: candidato - Roma
  - 2006: candidato - Otros días vendrán
  - 2007: candidato - Volver
  - 2008: vincitore - Le 13 rose (Las 13 rosas)

- Premio Gianni Di Venanzo 2006: miglior fotografia straniera - Volver

## Filmografia
- Javier y los invasores del espacio, regia di Guillermo Ziener (1967)
- El hueso, regia di Antonio Giménez Rico (1967)
- Tinto con amor, regia di Francisco Montolío (1968)
- Las gatas tienen frío, regia di Carlos Serrano (1970)
- El cronicón, regia di Antonio Giménez Rico (1970)
- Me enveneno de azules, regia di Francisco Regueiro (1971)
- La balada del pequeño soñador, regia di Antonio Giménez Rico (1972) (TV)
- El niño es nuestro, regia di Manuel Summers (1973)
- Corazón solitario, regia di Francesc Betriu (1973)
- Los viajes escolares, regia di Jaime Chávarri (1974)
- Yo la vi primero, regia di Fernando Fernán Gómez (1974)
- Vera, un cuento cruel, regia di Josefina Molina (1974)
- ¿... Y el prójimo?, regia di Ángel del Pozo (1974)
- País, S.A., regia di Antonio Fraguas Forges (1975)
- Sensualidad, regia di Germán Lorente (1975)
- Obsesión, regia di Francisco Lara Polop (1975)
- Promessa sposa (Pepita Jiménez), regia di Rafael Moreno Alba (1975)
- El juego del diablo, regia di Jorge Darnell (1975)
- Addio innocenza addio (¡Ya soy mujer!), regia di Manuel Summers (1975)
- Perversione (La encadenada), regia di Manuel Mur Oti (1975)
- Las cuatro novias de Augusto Pérez, regia di José Jara (1976)
- Ma come si può uccidere un bambino? (¿Quién puede matar a un niño?), regia di Narciso Ibáñez Serrador (1976)
- Retrato de familia, regia di Antonio Giménez Rico (1976)
- Canciones para después de una guerra, regia di Basilio Martín Patino (1976)
- María, la santa, regia di Roberto Fandiño (1977)
- Marián, regia di Luis Martínez Cortés (1977)
- Adiós Alicia, regia di Liko Pérez e Santiago San Miguel (1977)
- Il ponte (El puente), regia di Juan Antonio Bardem (1977)
- Cambio di sesso (Cambio de sexo), regia di Vicente Aranda (1977)
- Dios bendiga cada rincón de esta casa, regia di Chumy Chúmez (1977)
- Oro rojo, regia di Alberto Vázquez-Figueroa (1978)
- Così come sei, regia di Alberto Lattuada (1978)
- Vámonos, Bárbara, regia di Cecilia Bartolomé (1978)
- Soldados, regia di Alfonso Ungría (1978)
- La vieja memoria, regia di Jaime Camino (1979)
- Contro 4 bandiere, regia di Umberto Lenzi (1979)
- Gulliver, regia di Alfonso Ungría (1979)
- La muchacha de las bragas de oro, regia di Vicente Aranda e Raúl Gómez (1980)
- La campanada, regia di Jaime Camino (1980)
- Per favore, occupati di Amelia, regia di Flavio Mogherini (1982)
- La próxima estación, regia di Antonio Mercero (1982)
- La triple muerte del tercer personaje, regia di Helvio Soto (1982)
- Bésame, tonta, regia di Fernando González de Canales (1982)
- Asesinato en el Comité Central, regia di Vicente Aranda (1982)
- I diavoli in giardino (Demonios en el jardín), regia di Manuel Gutiérrez Aragón (1982)
- El sur, regia di Víctor Erice (1983)
- Después de... primera parte: No se os puede dejar solos, regia di Cecilia Bartolomé e José Juan Bartolomé (1983)
- Después de... segunda parte: Atado y bien atado, regia di Cecilia Bartolomé e José Juan Bartolomé (1983)
- El caso Almería, regia di Pedro Costa Musté (1984)
- Akelarre, regia di Pedro Olea (1984)
- Tasio, regia di Montxo Armendáriz (1984)
- La reina del mate, regia di Fermín Cabal (1985)
- Addio vecchio West (Rustlers' Rhapsody), regia di Hugh Wilson (1985)
- La corte de Faraón, regia di José Luis García Sánchez (1985)
- Los paraísos perdidos, regia di Basilio Martín Patino (1985)
- El caballero del dragón, regia di Fernando Colomo (1985)
- Mambrú se fue a la guerra, regia di Fernando Fernán Gómez (1986)
- La metà del cielo (La mitad del cielo), regia di Manuel Gutiérrez Aragón (1986)
- Hay que deshacer la casa, regia di José Luis García Sánchez (1986)
- Il viaggio in nessun luogo (El viaje a ninguna parte), regia di Fernando Fernán Gómez (1986)
- Casanova, regia di Simon Langton (1987) (TV)
- El lute, o cammina o schiatta (El Lute (camina o revienta)), regia di Vicente Aranda (1987)
- Jarrapellejos, regia di Antonio Giménez Rico (1988)
- Malaventura, regia di Manuel Gutiérrez Aragón (1988)
- Donne sull'orlo di una crisi di nervi (Mujeres al borde de un ataque de nervios), regia di Pedro Almodóvar (1988)
- Il Lute II - Domani sarò libero (El Lute II: mañana seré libre), regia di Vicente Aranda (1988)
- Il mare e il tempo (El mar y el tiempo), regia di Fernando Fernán Gómez (1989)
- La scimmia è impazzita (El sueño del mono loco), regia di Fernando Trueba (1989)
- Légami! (¡Átame!), regia di Pedro Almodóvar (1990)
- ¡Ay, Carmela!, regia di Carlos Saura (1990)
- Coreografia di un delitto (Dancing Machine), regia di Gilles Béhat (1990)
- Barbablù, Barbablù, regia di Fabio Carpi (1990)
- Solo o en compañía de otros, regia di Santiago San Miguel (1991)
- Amantes - Amanti (Amantes), regia di Vicente Aranda (1991)
- El sur, regia di Carlos Saura (1992) (TV)
- Sevillanas, regia di Carlos Saura (1992)
- Prosciutto prosciutto (Jamón, jamón), regia di Juan José Bigas Luna (1992)
- Belle Époque, regia di Fernando Trueba (1992)
- El pájaro de la felicidad, regia di Pilar Miró (1993)
- Intruso, regia di Vicente Aranda (1993)
- Uova d'oro (Huevos de oro), regia di Juan José Bigas Luna (1993)
- Hay que zurrar a los pobres, regia di Santiago San Miguel (1993)
- La teta y la luna, regia di Juan José Bigas Luna (1994)
- La mujer de tu vida 2, regia di Fernando Fernán Gómez (1994) (TV)
- La passione turca (La pasión turca), regia di Vicente Aranda (1994)
- Dile a Laura que la quiero, regia di José Miguel Juárez (1995)
- Two Much - Uno di troppo (Two Much), regia di Fernando Trueba (1995)
- Libertarias, regia di Vicente Aranda (1996)
- Más allá del jardín, regia di Pedro Olea (1996)
- Tranvía a la Malvarrosa, regia di José Luis García Sánchez (1997)
- En brazos de la mujer madura, regia di Manuel Lombardero (1997)
- La pistola de mi hermano, regia di Ray Loriga (1997)
- Don Juan, regia di Jacques Weber (1998)
- Il mio West, regia di Giovanni Veronesi (1998)
- Sbucato dal passato (Blast from the Past), regia di Hugh Wilson (1999)
- Celos - Gelosia (Celos), regia di Vicente Aranda (1999)
- L'amante perduto, regia di Roberto Faenza (1999)
- Sé quién eres, regia di Patricia Ferreira (2000)
- Son de mar, regia di Juan José Bigas Luna (2001)
- La ragazza di Rio (Chica de Río), regia di Christopher Monger (2001)
- Danza di sangue - Dancer Upstairs (The Dancer Upstairs), regia di John Malkovich (2002)
- António, Um Rapaz de Lisboa, regia di Jorge Silva Melo (2002)
- El caballero Don Quijote, regia di Manuel Gutiérrez Aragón (2002)
- Ruy Blas, regia di Jacques Weber (2002) (TV)
- La vida de nadie, regia di Eduard Cortés (2002)
- Al sur de Granada, regia di Fernando Colomo (2003)
- La mala educación, regia di Pedro Almodóvar (2004)
- La puta y la ballena, regia di Luis Puenzo (2004)
- Roma, regia di Adolfo Aristarain (2004)
- La vida perra de Juanita Narboni, regia di Farida Belyazid (2005)
- Otros días vendrán, regia di Eduard Cortés (2005)
- Vida y color, regia di Santiago Tabernero (2005)
- Volver, regia di Pedro Almodóvar (2006)
- Tirante el Blanco, regia di Vicente Aranda (2006)
- Películas para no dormir: La culpa, regia di Narciso Ibáñez Serrador (2006) (TV)
- Teresa, el cuerpo de Cristo, regia di Ray Loriga (2007)
- Tuya siempre, regia di Manuel Lombardero (2007)
- Le 13 rose (Las 13 rosas), regia di Emilio Martínez Lázaro (2007)
- Canciones de amor en Lolita's Club, regia di Vicente Aranda (2007)
- Rivales, regia di Fernando Colomo (2008)
- Le mie grosse grasse vacanze greche (My Life in Ruins), regia di Donald Petrie (2009)
- La pelle che abito (La piel que habito), regia di Pedro Almodóvar (2011)
- Passion, regia di Brian De Palma (2012)
- Gli amanti passeggeri (Los amantes pasajeros), regia di Pedro Almodóvar (2013)
- The Queen of Spain (La reina de España), regia di Fernando Trueba (2016)
- Altamira, regia di Hugh Hudson (2016)
- Tutti lo sanno (Todos lo saben), regia di Asghar Farhadi (2018)
- Dolor y gloria, regia di Pedro Almodóvar (2019)
- Domino, regia di Brian De Palma (2019)
- Madres paralelas, regia di Pedro Almodóvar (2021)
- Strange Way of Life, regia di Pedro Almodóvar – cortometraggio (2023)